# XVII Batallón de Fortaleza de la Luftwaffe
El XVII Batallón de Fortaleza de la Luftwaffe (XVII. Luftwaffen-Festungs-Bataillon) fue una unidad de la Luftwaffe durante la Segunda Guerra Mundial.

## Historia
Fue formado en septiembre de 1944 a partir del 1217.º Batallón de Campaña de la Luftwaffe, con 3 compañías, fue integrado al XV Ejército en Arnhem. Entró en acción en Cléveris. El 16 de septiembre de 1944, el batallón llegó a Jülich y se trasladó de allí a Kranenburg, donde el Grupo de Combate del Mayor Ahlemeyer asumió al I Batallón/6.º Batallón de Defensa Local. El 19 de septiembre de 1944 el batallón se desplazó a Kranenburg, y el 20 de septiembre de 1944 a Groesbeek. El 14 de octubre de 1944, se incorporó a la 84.ª División de Infantería. El 16 de octubre de 1944 fue disuelto.
| Unidad       | Correo Postal |
| Plana Mayor  | 63353 A       |
| 1.ª Compañía | 63353 B       |
| 2.ª Compañía | 63353 C       |
| 3. Compañía  | 63353 D       |